# Geotrogus capito
Geotrogus capito är en skalbaggsart som beskrevs av Leon Fairmaire 1882. Geotrogus capito ingår i släktet Geotrogus och familjen Melolonthidae. Inga underarter finns listade i Catalogue of Life.